# 東北電力名取スポーツパーク愛島競技場
東北電力名取スポーツパーク愛島競技場（とうほくでんりょく なとり スポーツパークめでしまきょうぎじょう）は、かつて宮城県名取市愛島の東北電力名取スポーツパーク内に存在した陸上競技場。球技場としても使用された。施設は東北電力が所有し、子会社の名取スポーツパーク企画が運営管理を行っていた。

## 歴史

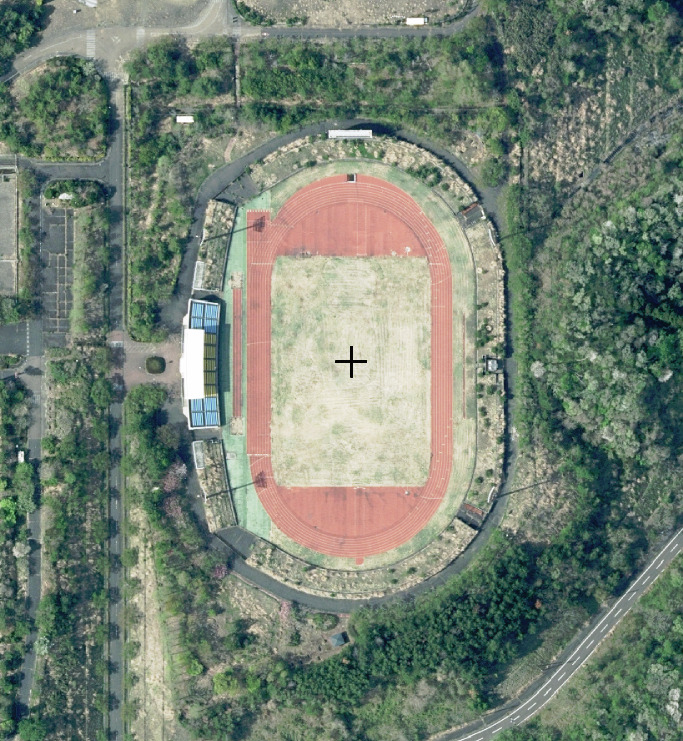
衛星図

名取市内で東北電力が整備を進めていた「名取スポーツパーク」内に1992年完成し開場。日本陸上競技連盟第3種公認。
2001年の新世紀・みやぎ国体で、ラグビーなどの会場となった。

## 施設概要
- 収容人員：10,323人（座席数約2000・メインスタンド中央部のみ固定座席、他は芝生席）
- 電光掲示板
- 照明設備：最大照度300Lx

老朽化のため2011年3月末での廃止予定だったが、実際は東日本大震災のために営業中断のため3月11日でナイターが廃止となった。
また競技場そのものも被害が甚大で復旧に時間がかかるため当面営業中止とされていたが、復旧再開のめどが立たないため他の施設を含め2012年6月をめどに閉鎖が決まった。（補助競技場にあたる「サブグランド」はその後復旧営業していたが、やはり閉鎖の対象となった）
- 2018年、名取市はスポーツパーク全体を長野県に本部を置く学校法人理知の杜に売却したと発表した[2]。

## 交通
- JR東北本線・名取駅西口よりタクシー10分
- 仙台東部道路仙台空港ICより